# Anita (película)
Anita, la vida puede cambiar en un instante es una película argentina estrenada en 2009. Fue escrita por Marcela Guerty bajo la dirección de Marcos Carnevale. Estuvo protagonizada por Norma Aleandro y le siguen Luis Luque y Leonor Manso. La actriz Alejandra Manzo interpretó al personaje de Anita y es reconocida como una de las pocas actrices que poseen el trastorno genético de Síndrome de Down.

## Sinopsis
Anita es una joven que posee Síndrome de Down y vive con Dora, su mamá, en el barrio Once de Balvanera en Buenos Aires. Su vida cambió definitivamente cuando el 18 de julio de 1994 se produce en el país el atentado a la AMIA. Anita no entiende que ha pasado, sólo recuerda que su madre salió a hacer un trámite en la AMIA, diciéndole esta oración: "Cuando la aguja larga esté en el número de arriba mami vuelve" y, de pronto, una bomba estalla. Asustada por el ruido, sale del local de su madre y unas personas la llevan en un colectivo a un hospital. Luego, una enfermera dice que la espere, pero ella sale del hospital y se pierde en la ciudad, totalmente desorientada. En su pérdida, se encuentra con tres familias que, en algún modo, la ayudarían a encontrarse con su hermano Ariel y su novia Nati. 

### Félix
Félix es un hombre que vive de mal humor, debido a que mantiene una relación difícil con su esposa y tienen muchos problemas. Mientras él estaba en las afueras, ve a Anita en un teléfono público y está dispuesto a ayudarla dándole de comer y un lugar donde dormir. Anita pasa la noche junto a Félix y, al día siguiente, este la deja en la parada de autobús para que ella pueda defenderse e irse por sí misma. Félix siempre ha pensado en acudir a las autoridades, pero finalmente no lo hace, de lo que se arrepentirá toda su vida.

### La familia china
Anita tiene hambre y decide buscar un lugar donde comer. Ella elige una tienda con una dueña muy severa. Ella es rechazada al ver que no traía dinero, pero finalmente logra comer en la tienda. La madre de la dueña convence a los familiares para que Anita pudiese estar en la casa y formar parte de la vida familiar. Luego, se presentan de forma silenciosa los argumentos familiares. El último día que Anita está con ellos, el hijo de la familia la ve bailar mientras él está a cargo de la tienda. Ambos bailan, y se produce un robo en la tienda. Anita es amenazada y finalmente logra escapar sin saber a dónde ir.

### Nora
Anita se enferma, padece de fiebre y su salud no está bien. Ella se duerme en un sofá de un túnel y un hombre la lleva junto a su hermana, Nora, quien además era enfermera. Nora inyecta a Anita para que la fiebre pueda disminuir. La enfermera le dice a su hermano que se encargue de Anita porque esta tiene que trabajar y está muy ocupada.
Al final, Nora logra comunicarse con Ariel, el hermano, para que vaya a recogerla. Al día siguiente, él llega por la joven, todavía sin entender lo que le pasó. Ariel le afirma que su madre, Dora, había muerto a causa de la bomba, y que no volverá nunca más.

## Reparto
- Norma Aleandro como Dora Feldman, la madre de Anita.
- Alejandra Manzo como Anita Feldman
- Luis Luque como Félix.
- Leonor Manso como Nora, la enfermera.
- Peto Menahem como Ariel Feldman, el hermano de Anita.
- Mercedes Scápola como Nati, la novia de Ariel.
- Marcela Guerty como la esposa de Félix.
- Mei Lan Chen
- Huang Hui Shion
- Mateo Cho
- Agus Weimer
- Sofi Spengler
- Meli Fuchs
- Jesi Fuchs
- Carla Ramos
- Marti Alva
- Fede Dechanzi

## Recepción de la crítica
Anita ha tenido mayormente críticas positivas y es conocida como una muestra de la realidad. La crítica más destacable fue la de Carla González C., quien dijo lo siguiente de ella en las redes sociales: «Es una película argentina de excelente factura. La sencillez de su puesta en escena y lo profundo de su contenido, entregan al espectador la posibilidad de reflexionar acerca de varios temas. Algunos de ellos son la inclusión y nuestra capacidad de adaptarnos a las adversidades». Más tarde, recibió críticas del diario La Nación y Clarín.

## Reconocimiento

### Premio Sur
- Mejor actriz de reparto a Leonor Manso (Ganadora)
- Mejor actriz de reparto a Norma Aleandro (Nominada)
- Mejor nueva actriz a Alejandra Manzo (Nominada)
- Mejor guion original a Marcos Carnevale y Marcela Guerty (Nominados)

### Premio Cóndor de Plata
- Mejor actriz de reparto a Norma Aleandro (Nominada)
- Mejor revelación femenina Alejandra Manzo (Nominada)